# Gergely Majoross
Gergely Majoross (ungarisch Majoross Gergely; * 9. Mai 1979 in Budapest) ist ein ehemaliger ungarischer Eishockeyspieler und derzeitiger -trainer, der den Großteil seiner Karriere bei Alba Volán Székesfehérvár unter Vertrag stand. Zuletzt betreute er bis April 2024 die Ravensburg Towerstars aus der DEL2 als Cheftrainer. Zuvor war er von 2013 bis 2020 Assistenztrainer der ungarischen Nationalmannschaft.

## Karriere
Gergely Majoross begann seine Karriere als Eishockeyspieler in der Jugend des Ferencvárosi TC, für dessen Profimannschaft er 1996 in der ungarischen Eishockeyliga debütierte und mit dem er 1997 ungarischer Meister wurde. Nachdem er die Spielzeit 1997/98 bei den Utah Junior Grizzlies in der Western States Hockey League verbracht hatte, kehrte er für ein Jahr zu seinem Stammverein zurück. 1998 unterschrieb er einen Vertrag bei Alba Volán Székesfehérvár, wo er zunächst parallel in der Interliga und der ungarischen Eishockeyliga spielte. In den Jahren 1999, 2001, 2003, 2004, 2005, 2006, 2007 und 2008 wurde er mit Alba Volán Ungarischer Meister und 2000, 2005 und 2007 Pokalsieger. Die Interliga gewann er mit dem Klub 2003 und 2007. Nachdem 2007 die Interliga aufgelöst worden war, spielte er die Saison 2007/08 mit seinem Klub in der österreichischen Eishockey-Liga. 2008 kehrte er in seine Geburtsstadt zurück und spielte die beiden folgenden Jahre für die Budapest Stars in der ungarischen Liga und der multinationalen MOL Liga. Nachdem er mit den Stars 2010 die MOL Liga gewonnen hatte, kehrte er zu seinem Stammverein nach Ferencváros zurück, wechselte aber bereits im Dezember 2010 zum Miskolci Jegesmedvék JSE, wo er 2011 seine Karriere beendete.

### International
Für Ungarn nahm Majoross im Juniorenbereich an den U18-B-Europameisterschaft 1996 und 1997 und der U20-B-Weltmeisterschaft 1999 teil.
Im Seniorenbereich spielte er mit der ungarischen Nationalmannschaft zunächst bei der B-Weltmeisterschaft 1999. Nach der Umstellung auf das heutige Divisionensystem nahm er an den Weltmeisterschaften der Division I 2001, 2002, 2003, 2004, 2005, 2006, 2007 und 2008 sowie an der Weltmeisterschaft 2009, als die Magyaren erstmals nach 70 Jahren wieder erstklassig antraten, teil. Zudem lief er für sein Land bei den Qualifikationen zu den Olympischen Winterspielen 2006 in Turin und 2010 in Vancouver auf.

### Trainertätigkeit
Nach seiner Spielerkarriere begann Majoross als Trainer zu arbeiten. Zunächst als Assistenzcoach im Nachwuchsbereich des ungarischen Verbandes, ist er seit der Weltmeisterschaft 2014 Assistenztrainer der Nationalmannschaft der Herren. Auf Vereinsebene war zunächst Nachwuchstrainer bei MAC Budapest. Nachdem er 2014/15 Cheftrainer des DVTK Jegesmedvék in der MOL Liga war, kehrte er zu MAC zurück und war dort bis 2020 Cheftrainer des MOL-Liga-Teams. 2018 wechselte MAC Budapest in die slowakische Extraliga. Zwischen 2020 und 2023 war Majoross Cheftrainer des HC Nové Zámky, ebenfalls aus der Extraliga, ehe er im Mai 2023 von den Ravensburg Towerstars aus der deutschen DEL2 verpflichtet wurde. Dort war er eine Spielzeit aktiv.

## Erfolge und Auszeichnungen
- 1997 Ungarischer Meister mit dem Ferencvárosi TC
- 1999 Ungarischer Meister mit Alba Volán Székesfehérvár
- 2000 Ungarischer Pokalsieger mit Alba Volán Székesfehérvár
- 2003 Ungarischer Meister mit Alba Volán Székesfehérvár
- 2003 Gewinn der Interliga mit Alba Volán Székesfehérvár
- 2004 Ungarischer Meister mit Alba Volán Székesfehérvár
- 2005 Ungarischer Meister und Pokalsieger mit Alba Volán Székesfehérvár
- 2006 Ungarischer Meister mit Alba Volán Székesfehérvár
- 2007 Ungarischer Meister und Pokalsieger mit Alba Volán Székesfehérvár
- 2007 Gewinn der Interliga mit Alba Volán Székesfehérvár
- 2008 Ungarischer Meister mit Alba Volán Székesfehérvár
- 2008 Aufstieg in die Top-Division bei der Weltmeisterschaft der Division I, Gruppe B
- 2010 Gewinn der MOL Liga mit den Budapest Stars
- 2013 Aufstieg in die Division IB bei der U18-Weltmeisterschaft der Division IIA (als Assistenztrainer)
- 2014 Aufstieg in die Division IB bei der U20-Weltmeisterschaft der Division IIA (als General Manager)
- 2015 Gewinn der MOL Liga und Ungarischer Meister mit Miskolci Jegesmedvék JSE (als Cheftrainer)
- 2018 Gewinn der Ersten Liga und Ungarischer Meister mit MAC Budapest (als Cheftrainer)